# 독일 국제 모터쇼
뮌헨 국제 모빌리티 쇼(IAA; Internationale Automobil-Ausstellung)는 독일에서 개최되는 세계 최대 규모의 모빌리티 전시회다.
과거 '세계 3대 모터쇼' 중 하나였던 프랑크푸르트 모터쇼에서 출발하여, 2021년부터는 '뮌헨 국제 모빌리티 쇼'로 명칭을 변경하고 개최지를 뮌헨으로 옮겼다. 이는 자동차 산업의 패러다임이 제조 및 판매에서 모빌리티 서비스로 변화하는 시대적 흐름을 반영한 것이다.

IAA는 자동차, 비행기, 보트, 자전거 등 다양한 이동 수단과 함께 반도체, 배터리, OLED 등 관련 기술을 아우르는 종합 모빌리티 전시회로 발전했다. 자동차 산업과 전자 산업의 융합을 선도하는 모범 사례로 평가받고 있으며, 모빌리티 솔루션과 미래 기술, 관련 이슈 등을 다루는 초대형 전시회로 자리매김했다.

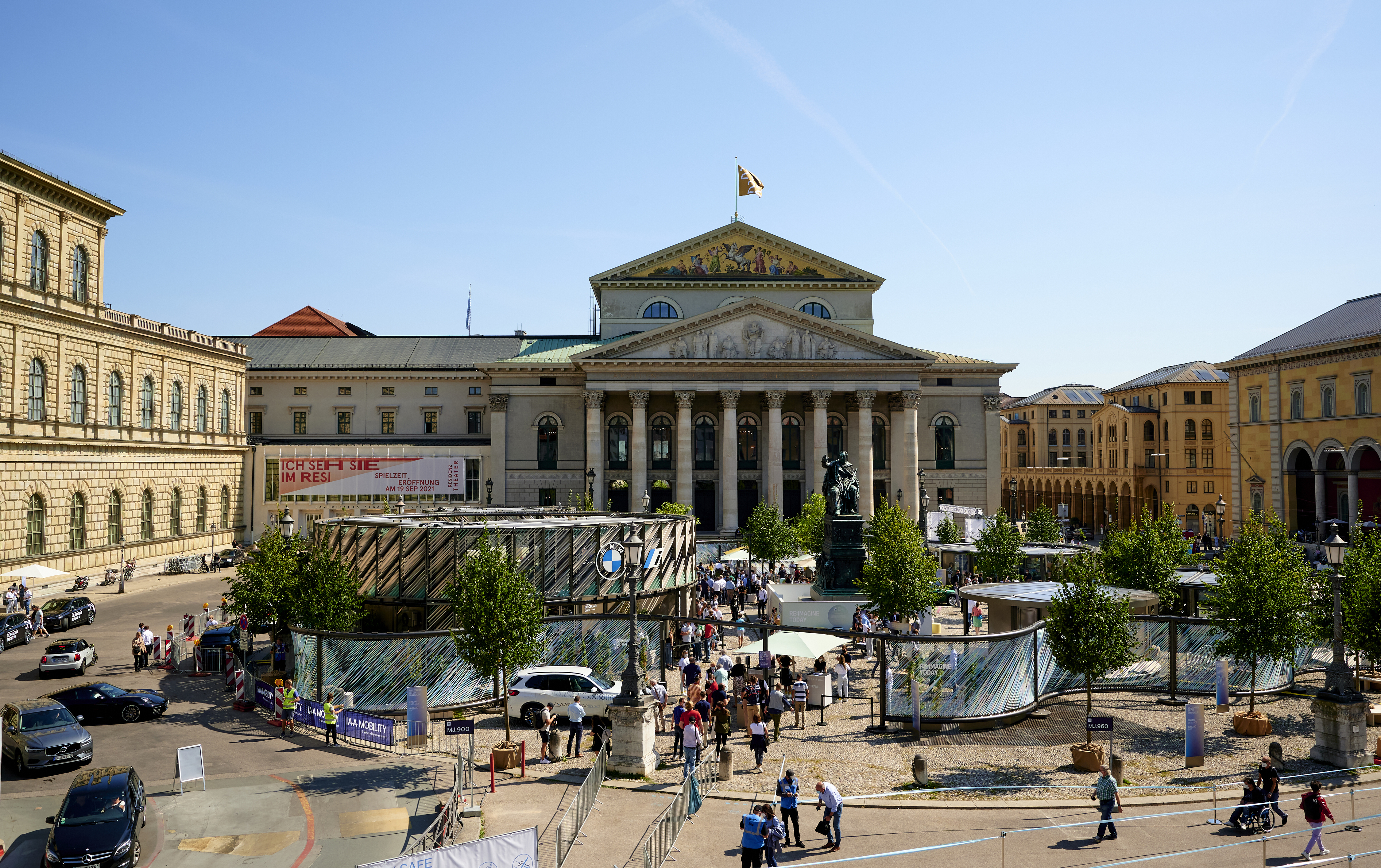
뮌헨 시내에 차려진 IAA 오픈 스페이스 전시 공간

2021년 IAA 모빌리티 쇼에서는 자동차 기업뿐만 아니라 글로벌 전자 기업들도 대거 참여하여 주목을 받았다. 삼성전자는 커넥티드카, 인포테인먼트 시스템, 배터리 등 미래 모빌리티 솔루션을 대규모 부스를 통해 선보였으며, LG전자는 '미래 모빌리티를 위한 혁신'을 주제로 기조연설을 진행하며 자동차와 전자 산업의 융합 비전을 제시했다. 이는 전통적인 자동차 산업과 첨단 전자 기술의 만남이 미래 모빌리티 혁신의 핵심 동력이 될 것임을 보여주는 대표적인 사례라고 할 수 있다.

한편 IAA는 개최지에 따라 두 개의 전시회로 나뉜다. 뮌헨에서는 승용차 및 모빌리티 솔루션을 중심으로 한 'IAA 모빌리티'가, 하노버에서는 상용차 및 물류 솔루션을 다루는 'IAA 트랜스포테이션'이 각각 개최되고 있다. 이를 통해 IAA는 모빌리티 산업의 현재와 미래를 아우르는 글로벌 플랫폼으로서의 역할을 수행하고 있다. 

## 뮌헨 국제 모빌리티 쇼(IAA) 참가 브랜드
- 자동차 제조사: BMW, Mercedes-Benz, Audi, Volkswagen, Toyota, Ford, Hyundai 등
- 부품 제조사: Bosch, Continental, Denso 등
- 전기 및 전자 장비: 삼성전자·LG전자 등 전기차 배터리, 디스플레이, 인포테인먼트 기술을 개발하는 기업
- 모빌리티 기술: 자율주행, 전기 주행, 커넥팅 기술 등 모빌리티 기술을 개발하는 기업
- 모빌리티 서비스: 각종 모빌리티 공유 서비스, 주차장 및 관리 시스템, 보험·임대·유지 보수 등 각종 서비스 기업
- 미래 교통 및 물류 산업: 미래의 교통 및 물류 솔루션 아이디어 및 기술을 가진 기업, 각국 지방자치단체
- 환경 및 에너지 산업: 전기 및 수소 모빌리티 기술, 각종 전기 모빌리티 배터리 제조 기업[1]

## 역사
- 1897년: 베를린의 한 호텔에서 첫 소규모 전시회가 열림
- 1923년: 경유 트럭이 전시됨
- 1921년-1926년: 제1차 세계 대전의 영향으로 자국 회사만 참여
- 1939년: 제2차 세계 대전이 발발하기 직전 이후 '폭스바겐 비틀'로 알려진 '폭스바겐'이 처음으로 전시됨
- 1950년: 전쟁 후의 첫 전시회
- 1951년: 전시장을 프랑크푸르트로 옮김
- 1965년: 일본차가 처음으로 전시됨
- 2021년: 개최지 뮌헨으로 변경, 행사 명칭 모빌리티 추가

## 행사

### 2021년
- 주제: 탄소 중립 실현을 위한 모빌리티의 길
- 일정: 2021년 9월 7일 ~ 2021년 9월 12일
- 장소: 독일 뮌헨
- 행사: 스토리, 미디어, 티켓, 프리뷰
- 주요 업체: 현대자동차(아이오닉5 로보택시)[2], 기아(EV6), BMW(iX, i4)[3], 폭스바겐(ID.5 GTX), 메르세데스 벤츠(더 뉴 EQE), 포르쉐(전기 컨셉트카), 아우디(스카이 스피어) 등

### 2019년
- 주제: 운전의 즐거움의 미래
- 일정: 2019년 9월 12일 ~ 2021년 9월 22일
- 장소: 독일 프랑크푸르트 암 마인
- 주요 업체: 현대자동차(EV 콘셉트 45), 메르세데스 벤츠(EQV), 포르쉐(마칸 터보), BMW(X6), 미니(일렉트릭), 폭스바겐(I.D 3), 아우디(AI:트레일 콰트로), 람보르기니(시안) 등

## 같이 보기
- 서울 모터쇼
- 부산 국제 모터쇼
- 도쿄 모터쇼